# Zieria fraseri
Zieria fraseri är en vinruteväxtart. Zieria fraseri ingår i släktet Zieria och familjen vinruteväxter.

## Underarter
Arten delas in i följande underarter:
- Z. f. fraseri
- Z. f. robusta